# 涙がキラリ☆
「涙がキラリ☆」（なみだがキラリ）は、日本のロックバンド・スピッツの楽曲。1995年7月7日にポリドールより通算12作目のシングルとして発売。

## 概要
前シングル『ロビンソン』のヒット中にリリース。オリコン週間チャートでは最高2位となり、その後も継続的に売り上げを伸ばし、100万枚には届かなかったが累計98.1万枚を売り上げた（オリコン調べ）。日本レコード協会からはトリプル・プラチナ認定を受けた。
当時メンバーはクリスマスばかりが恋人たちの特別な日として扱われることに対抗し、「七夕をクローズアップさせたい」という思いからシングルの発売日が1995年（平成7年）7月7日となった。
2000年6月28日にマキシシングルとして再発売されたが、2006年に『CYCLE HIT』の発売に伴い廃盤となった。

## 収録曲
| 全作詞・作曲: 草野正宗、全編曲: 笹路正徳 & スピッツ。 |                                |          |            |      |
| #                                                     | タイトル                       | 作詞     | 作曲・編曲 | 時間 |
| 1.                                                    | 「涙がキラリ☆」                | 草野正宗 | 草野正宗   | 3:58 |
| 2.                                                    | 「ルナルナ」(Strings:篠崎正嗣) | 草野正宗 | 草野正宗   | 3:40 |
| 合計時間:                                             | 合計時間:                      | 7:38     |            |      |

### 楽曲解説
1. 涙がキラリ☆
TBS系『COUNT DOWN TV』オープニングテーマ、シャープ「シャープMD」CMソング。
ミュージック・ビデオの演奏シーンは、特撮作品のロケにもよく使われる群馬県高崎市の廃工場・高崎金属で撮影された。
2000年には『世界ウルルン滞在記』のエンディングテーマとして使用された。
2. ルナルナ

## 演奏
- 草野マサムネ: Vocals
- 三輪テツヤ: Guitars
- 田村明浩: Bass
- 﨑山龍男: Drums

ルナルナ
- 笹路正徳: Keyboards
- 横山剛: Programming
- 篠崎ストリングス: Strings
- 中山英二郎、松本治、清岡太郎: Trombone

## 収録アルバム
涙がキラリ☆
- ハチミツ
- RECYCLE Greatest Hits of SPITZ
- CYCLE HIT 1991-1997 Spitz Complete Single Collection

ルナルナ
- ハチミツ

## カバー
涙がキラリ☆
- 甲斐よしひろ - アルバム『TEN STORIES 2』（2008年）収録。
- 10-FEET - トリビュートアルバム「JUST LIKE HONEY 〜『ハチミツ』20th Anniversary Tribute〜」に収録[5]。

ルナルナ
- 鬼龍院翔（ゴールデンボンバー） - トリビュートアルバム「JUST LIKE HONEY 〜『ハチミツ』20th Anniversary Tribute〜」に収録[5]。